# Paul Martin (Tiermediziner)
Paul Carl Oswald Martin (* 15. März 1861 in Stuttgart; † 19. Dezember 1937 in Gießen) war ein deutscher Veterinärmediziner.

## Leben
Paul Martin wurde als Sohn des Philipp Leopold Martin und der Valeska Beck geboren. Er studierte zwischen 1876 und 1879 die pathologische Anatomie und Klinik bei Haustieren an der Tierärztlichen Hochschule in Stuttgart und war dort im Anschluss Assistent für Anatomie. Ab 1882 war Martin Assistent für pathologische Anatomie und Klinik an der Zentralarzneischule in München. Während seines Studiums wurde er 1879 Mitglied der Burschenschaft Vandalia München (heute Burschenschaft Alemannia München).
1886 folgte er einem Ruf als Professor für Veterinäranatomie an die Tierarzneischule Zürich. 1894 wurde er bei Arnold Lang an der Universität Zürich zum Dr. phil. promoviert. Ab 1901 bekleidete er den Lehrstuhl für Anatomie, Histologie und Embryologie der Veterinärmedizinischen Fakultät der Universität Gießen, die ihm im folgenden Jahr den Ehrendoktor-Titel verlieh. 1914 wurde er zum Geheimen Medizinalrat ernannt. Seine Emeritierung erfolgte 1928. Er starb 1937 in Gießen. Seine letzte Ruhestätte fand er auf dem Bergfriedhof in Stuttgart-Berg.
Sein Schwiegersohn und unmittelbarer Nachfolger, Wilhelm Schauder, befasste sich, wie er selbst, insbesondere mit der Anatomie der Haustiere.

## Werke
- Bogenfurche und Balkenentwickelung bei der Katze. Fischer, Jena 1894 (Diss., Univ. Zürich, 1894).
- Lehrbuch der Anatomie der Haustiere. 2 Bände. Schickhardt & Ebner, Stuttgart 1902–1904, 2. Auflage in 4 Bänden 1912–1923
- zahlreiche Arbeiten über die Entwicklungsgeschichte des Magens und Darmkanales der Haussäuger, des Gehirns und des Auges